# Les Petites-Loges
Les Petites-Loges ist eine französische Gemeinde mit 483 Einwohnern (Stand: 1. Januar 2022) im Département Marne in der Region Grand Est (vor 2016 Champagne-Ardenne). Die Gemeinde gehört zum Arrondissement Reims und zum Kanton Mourmelon-Vesle et Monts de Champagne. 

## Geographie
Les Petites-Loges liegt etwa 24 Kilometer südöstlich des Stadtzentrums von Reims. Umgeben wird Les Petites-Loges von den Nachbargemeinden Val-de-Vesle im Norden, Sept-Saulx im Osten und Nordosten, Billy-le-Grand im Süden sowie Villers-Marmery im Westen.

## Bevölkerungsentwicklung
| Jahr                       | 1962 | 1968 | 1975 | 1982 | 1990 | 1999 | 2006 | 2018 |
| Einwohner                  | 159  | 145  | 140  | 149  | 417  | 416  | 437  | 485  |
| Quellen: Cassini und INSEE |      |      |      |      |      |      |      |      |

## Sehenswürdigkeiten

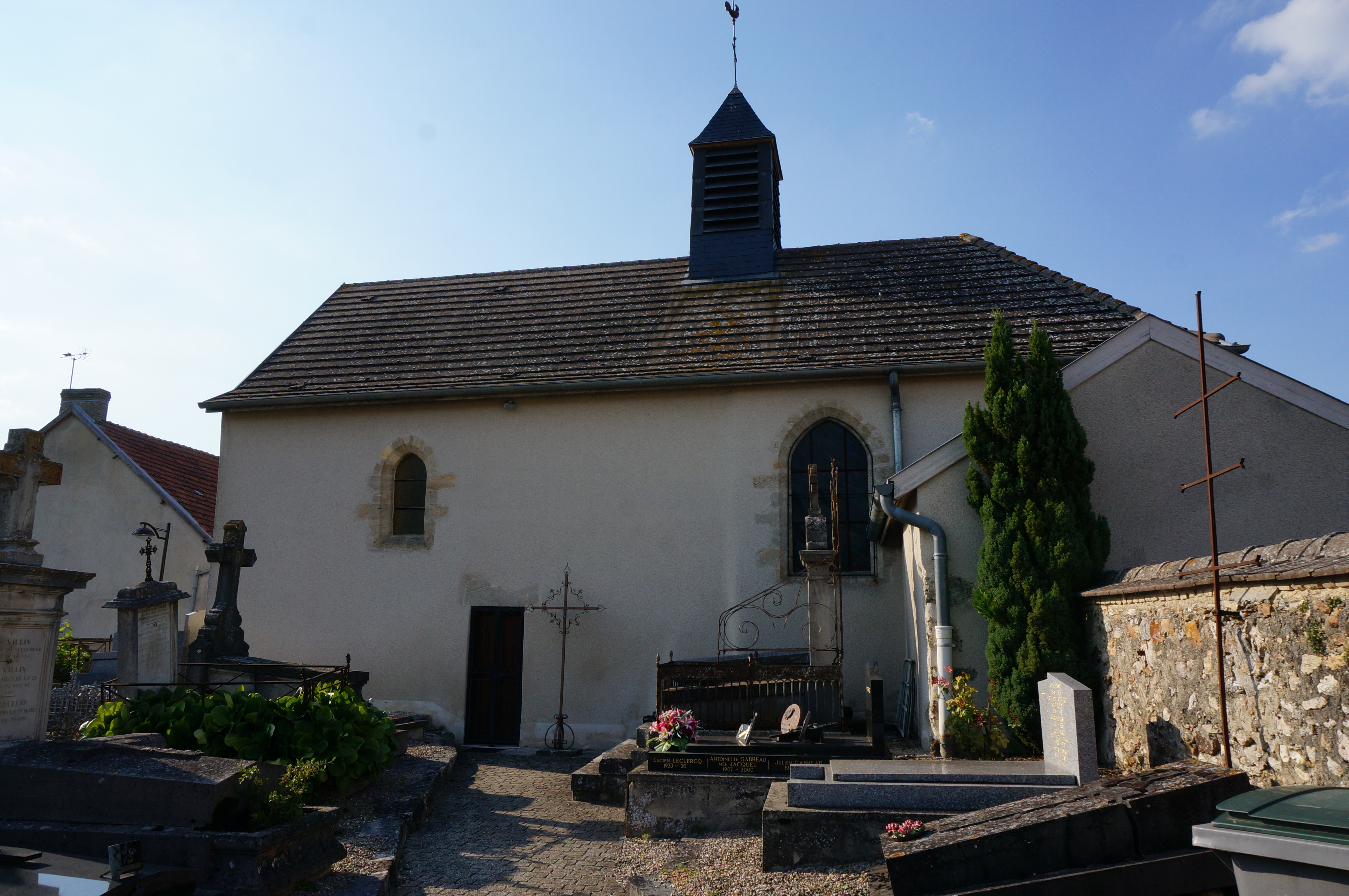
Kirche Saint-Pierre-aux-Liens

- Kirche Saint-Pierre-aux-Liens